# ニュースセンターリポート
『ニュースセンターリポート』は、NHK総合テレビジョンで1975年4月12日から1978年3月4日に土曜日の23時台に生放送された報道番組である。全111回。

## 概要
同番組は1974年度から生放送された『ニュースセンター9時』からのスピンオフ版、かつ週末補完番組で、その週に起きた注目ニュースを深く掘り下げ、それらについてNHK報道局や各地放送局の報道記者・アナウンサーの取材テープやフィルム、さらにそれらを見てNHK解説委員や専門家らをゲストに迎えて解説を行った。
なお、当時NHK総合テレビは、1974年のオイルショックの影響により、23時台の放送を短縮（当初同年1-3月は23時終了→同年4月以後23時15分終了）されていたが、当番組開始に伴い、土曜日のみ24時（厳密には23時58分）までの放送に復帰した。
主なテーマに「サイゴンは持ちこたえられるか?」「ロッキード事件の10日間」「六価クロム禍を追う!!」「就職難時代」「高まるスト権理論」「議論を呼ぶ偏差値」「5つ子の誕生から1週間」「火星からの報告 バイキング1号」「国鉄危機をどうするか」「フォード・カーターテレビ討論ダイジェスト」「異常気象1976」「52年豪雪」「日ソ漁業交渉」「赤潮大発生!! 播磨灘の1週間」「有珠山・火の山の住人達」「1ドル250円時代」「酒田大火から1年」「明るみに出た裏口入学（奈良県立医科大学）」「永大産業倒産の背景」などがあった。

## 放送時間
| 放送期間  | 放送期間 | 放送時間（JST）   |
| --------- | -------- | ----------------- |
| 1975.4.12 | 1976.4.3 | 土曜23:15 - 23:45 |
| 1976.4.10 | 1978.3.4 | 土曜23:10 - 23:40 |

※『日本史探訪』などの放送によって休止する事がある。

## 出演者
- 伊藤鐄二
- 小高昌夫
- 他NHK記者・解説委員週替わり